# Paolo Ragosa
Paolo Ragosa (Genova, 11 settembre 1954) è un ex pallanuotista e allenatore di pallanuoto italiano.

## Biografia
È coniugato con Graziella Clemente, nazionale italiana di atletica leggera e campionessa italiana di salto in lungo nel 1977. Il figlio Stefano ha militato in diverse squadre di pallanuoto di Serie A.

## Carriera

### Giocatore

#### Club
Ragosa inizia la sua carriera sportiva da giovane nella Mameli, dove gioca in tutte le categorie. Contemporaneamente disputa gli incontri sia nella categoria Allievi che Juniores; esordisce nella Prima Squadra, in Serie B, nel 1971 a 17 anni. Nelle squadre di club raccoglie titoli italiani ed europei militando oltre che nella Nicola Mameli, nella Fiat Sisport Ricambi, nella R.N. Bogliasco, nella Pro Recco, nell'Arenzano, nel Voltri, nel Biella, vincendo una Coppa dei Campioni nel 1984, tre Scudetti di Campione d'Italia nel 1981, nel 1983 e nel 1984.

#### Nazionale
Nel 1975 fa il suo esordio nella Nazionale italiana di pallanuoto, con la quale avrà 200 presenze. Nel 1977 arriva al 3º posto alle Universiadi di Sofia ed agli Europei di Jonkoeping. Nel 1978 fa parte della compagine che vince, per la prima volta nella storia della pallanuoto italiana, i mondiali a Berlino Ovest. Nel 1979 si classifica al 2º posto ai Giochi del Mediterraneo che si svolgono a Spalato, partecipa alla Coppa F.I.N.A. a Belgrado ed alle Universiadi a Città del Messico. Nel 1980 partecipa alle Olimpiadi di Mosca ed in seguito parteciperà ai Mondiali di Guayaquil del 1982 ed agli Europei di Roma del 1983.

### Allenatore
Come tecnico ha condotto dalla Serie C alla B il Biella, ha allenato il Piacenza pallanuoto, la R.N Arenzano in A1, la SSN Mameli in A2, il Pescara femminile in A2 e la Roma femminile in A1. Ha contribuito con un suo progetto a realizzare la S.I.S. Roma, società ben presto collocatasi ai vertici nazionali della pallanuoto femminile. Diventa allenatore della femminile della Rari Nantes Imperia (A2) a partire dal marzo 2017 e fino ad aprile 2023 si occupa in prima persona anche di tutto il settore giovanile. A novembre 2023 diventa allenatore della Rari Nantes Orobica militante in serie C (Lombardia) che ha allenato fino a Giugno 2024 prima di ricevere un incarico nel settore giovanile.

## Onorificenze
A riconoscimento dei suoi meriti, è stato insignito della Medaglia d'Oro al Valore Atletico
Cavaliere Ufficiale della Repubblica